# ISS-Expedition 61
ISS-Expedition 61 ist die Missionsbezeichnung für die 61. Langzeitbesatzung der Internationalen Raumstation (ISS). Die Expedition begann mit dem Abkoppeln des Raumschiffs Sojus MS-12 von der ISS am 3. Oktober 2019 und endete mit dem Abkoppeln von Sojus MS-13 am 6. Februar 2020.

## Mannschaft

### Hauptbesatzung
- Luca Parmitano (2. Raumflug), Kommandant (Italien/ESA, Sojus MS-13)
- Alexander Skworzow (3. Raumflug), Bordingenieur (Russland/Roskosmos, Sojus MS-13)
- Andrew R. Morgan (1. Raumflug), Bordingenieur (USA/NASA, Sojus MS-13)
- Christina Koch (1. Raumflug), Bordingenieurin (USA/NASA, Sojus MS-12)
- Oleg Skripotschka (3. Raumflug), Bordingenieur (Russland/Roskosmos, Sojus MS-15)
- Jessica Meir (1. Raumflug), Bordingenieurin (USA/NASA, Sojus MS-15)

Zwischenzeitliche Planungen enthielten die Möglichkeit des Besuchs von weiteren Raumfahrern im Zuge der ersten bemannten Mission (Boe-CFT) des neuen Raumschiffs CST-100 Starliner. Terminverschiebungen machten dies jedoch obsolet.

### Ersatzmannschaft
Seit Expedition 20 wird wegen des permanenten Trainings für die Besatzungen keine offizielle Ersatzmannschaft mehr bekanntgegeben. Inoffiziell gelten die Backup-Crews der jeweiligen Zubringerraumschiffe (siehe dort) als Ersatzmannschaft. In der Regel kommen diese Crews dann jeweils zwei Missionen später selbst zum Einsatz.

## Missionsbeschreibung
Erstmals seit 2009 war die ISS zu Beginn einer Expedition mit sechs Raumfahrern voll besetzt, weil das Zubringerschiff Sojus MS-15 bereits vor Beginn der Expedition 61 eingetroffen war.
Am Tag vor dem Expeditionsende übernahm Skripotschka das Kommando. Nach dem Abdocken von Sojus MS-13 mit Skworzow, Parmitano und Koch begann die ISS-Expedition 62.

### Außenbordarbeiten

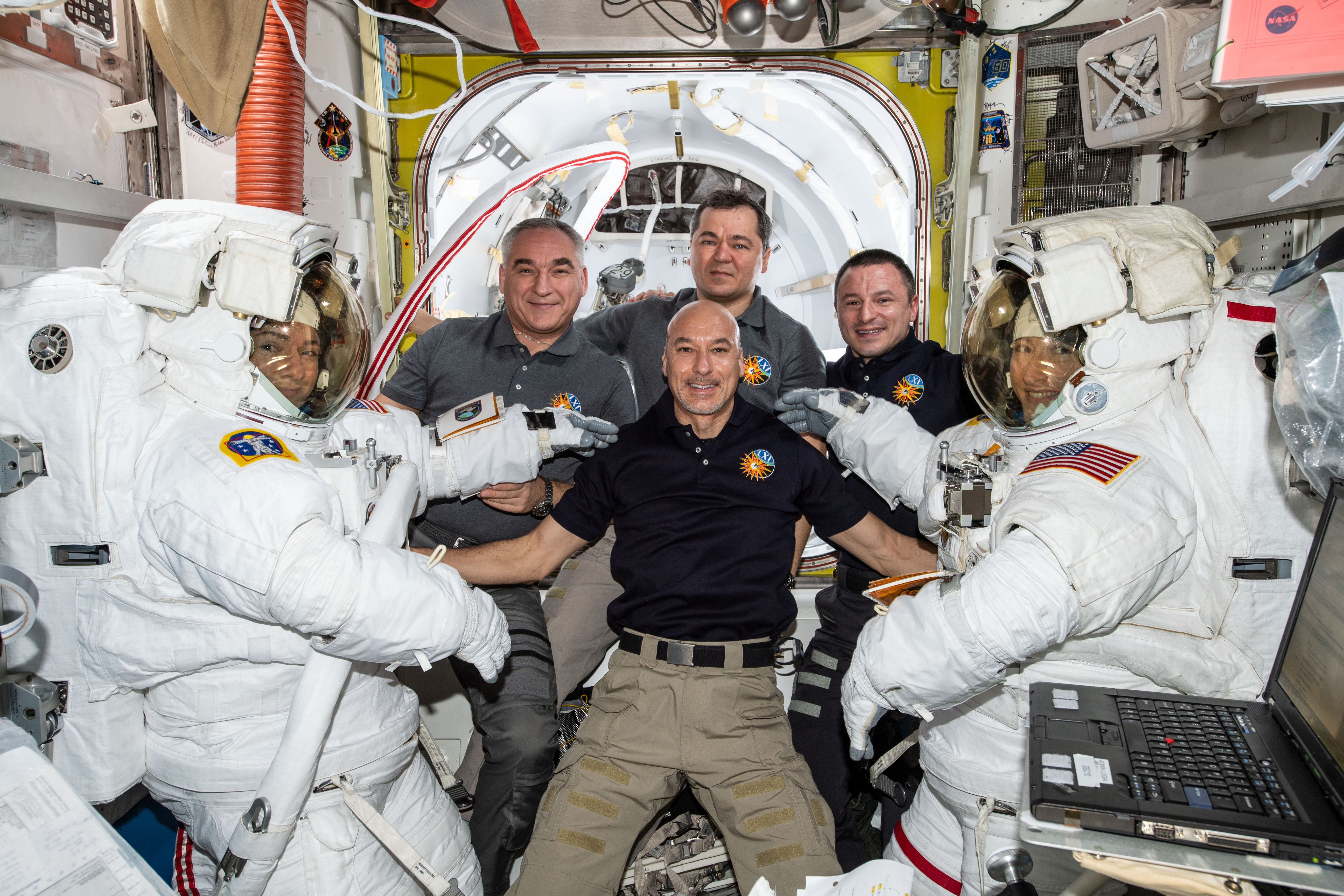
Jessica Meir (links) und Christina Koch (rechts) vor ihrem Außenbordeinsatz, mit (v. l. n. r.) Alexander Skworzow,  Kommandant  Luca Parmitano, Oleg Skripotschka und Andrew Morgan

Es fanden mehrere Wartungsarbeiten an den Ladeeinrichtungen und Batterien des P6-Photovoltaikmoduls statt. Die ersten beiden wurden am 6. und 11. Oktober 2019 durch Andrew Morgan und Christina Koch durchgeführt.
Am 18. Oktober 2019 tauschten Jessica Meir und Christina Koch in diesem Zuge eine defekte Ladeeinrichtung aus. Dieser Einsatz fand weltweit große Aufmerksamkeit als der erste Außenbordeinsatz in der Geschichte, der nur von Frauen ausgeführt wurde. In den nachfolgenden Monaten fanden weitere Arbeiten außerhalb der Station statt.